# 明星跳水秀splash
明星跳水秀（Splash，Star Diving Show Splash），是一档韩国跳水综艺节目。
播出时间：2013 年 8 月 23 日晚上 10 点
主持人：申东烨、全贤武
嘉宾：TAO（EXO）、攻灿（B1A4）、崔珉豪（SHINee）、Yuri（SNSD）、强仁（Super Junior）、昭宥（SISTAR）、NS 允智（金允智）、梁东根、吴升贤、 森姆·汗明頓、李丰源、金東炫、金容昊、IVY、Clara（李成敏）
- 《明星跳水秀 Splash》安全隱患大 MBC 決定下檔 （页面存档备份，存于）